# Austrosynapha givoffi
Austrosynapha givoffi är en tvåvingeart som beskrevs av Duret 1973. Austrosynapha givoffi ingår i släktet Austrosynapha och familjen svampmyggor. Inga underarter finns listade i Catalogue of Life.